# Elon Galusha
Elon Galusha (1790 –  1856) foi um advogado e pregador batista, abolicionista, adepto do millerismo.
Filho de um governador de Vermont, Galusha tinha uma vida pública ativa no Estado de Nova York.
Galusha foi introduzido ao movimento millerita por Nathaniel N. Whiting. Por ser uma personalidade prominiente, tornou-se logo um dos mais notáveis líderes, presidindo da Conferência de Albany em 1845.